# HP-41
HP-41 je bila vrsta programabilnih, razširljivih, znanstvenih kalkulatorjev (žepnih računalnikov, računal) z obrnjenim poljskim zapisom (RPN) podjetja Hewlett-Packard (HP), izdelanih med letoma 1979 in 1989. Izvirni model HP-41C (s kodnim imenom »Coconut« (Kokosov oreh)) je bil prvi svoje vrste in je bil sposoben prikazovati alfanumerične znake. Kasneje sta imela modela HP-41CV (»Silverbird«) in HP-41CX (»Honeynut«/»Halfnut«) še več pomnilnika in funkcij. Obstajal je še model, imenovan HP-41CY TURBO, vendar je bil, v glavnem pomnilniško, dopolnjen mimo vedenja HP.
HP-41C je HP začel izdelovati dve leti za podobnim računalom TI-58 C podjetja Texas Instruments. 

## »Revolucija«alfanumeričnega prikaza
Alfanumerični zaslon na tekoče kristale HP-41C je olajšal delo z računalom. Delo je bilo za svoj čas prijaznejše in računalo je omogočalo razširljivost tipkovnice. Z uporabo alfanumeričnih znakov je lahko uporabnik lažje videl kaj se dogaja. Računalo je lahko prikazovalo pomembna sporočila o napakah (»DELJENJE Z NIC«), namesto enostavnega utripanja ničle. Uporabnik je lahko vnašal argumente (»VNESI POLMER«), namesto prikazovanja vprašaja.
Zgodnejša računala so za vsako razpoložljivo funkcijo potrebovali tipko ali kombinacijo tipk. HP-67 je imel tri dvižne (shift) tipke, konkurenčna računala podjetja Texas Instruments so imela dve (2nd in INV) in prek 50 tipk. HP-41C je imel dokaj majhno tipkovnico in le eno dvižno zlatorumeno tipko f, omogočal pa je več sto funkcij. Vsaka funkcija, ki ni bila dodeljena tipki, se je lahko zagnala prek tipke XEQ (izgovori EXEQTE — »execute«, izvrši), njeno celo ime pa je bilo, na primer, XEQ FACT za fakulteto.
Računalo je lahko delalo v posebnem uporabniškem načinu, kjer je lahko uporabnik dodelil poljubno funkcijo katerikoli tipki, če mu tovarniška nastavitev ni odgovarjala. V ta namen je imel HP-41C dodatne posebne prazne predloge za tipkovnico. Te so bile plastične z luknjami za tipke in nanje je lahko uporabnik nalepil ali zapisal svoje dodelitve. Hewlett-Packard je celo prodal računalo, ki je bilo povsem brez oznak in so ga uporabljali le za posebne namene.
Alfanumerični zaslon je zelo poenostavil urejanje programov, ker so se imena funkcij izpisala v celoti. Računala s samimi numeričnimi znaki so prikazovala programske korake kot seznam številk, kjer je bila vsaka številka zvezana s tipko na tipkovnici. Branje funkcij je bilo tako prepuščeno uporabniku samemu, saj je moral za kode gledati v priročnik. Poleg tega si je moral uporabnik zapomniti kode funkcij posebej od številskih konstant v izpisu programa. To pomanjkljivost so uporabniki zgodnejših računal nadomeščali z dobrim spominom, saj so znali nekateri dobri programerji njihove kode na pamet.
HP-41C je prikazoval vsak znak v obliki, ki je vsebovala 14 odsekov. Te odseke je računalo ugašalo in prižigalo. Tak zaslon se je imenoval zaslon s štirinajstimi odseki in je bil podoben bolj splošnejšim zaslonom s sedmimi odseki. HP-41C je uporabljal zaslon LCD namesto povsod navzočih zaslonov LED in s tem je tudi zmanjšal porabo energije.
Čeprav je to omogočalo zaslonu prikazovanje velikih črk, številk in nekaterih znakov za ločila, so se morali nekateri modeli obračati, da so lahko, na primer ločili S od 5. Male črke niso bile berljive. HP je omogočal prikazovanje le malih črk od a do e. Tekmec HP-ja Sharp je v svoj model PC-1211 vgradil točkovno matriko s 5×7 točkami in to računalo je prikazovalo znake v načelu, tako kot jih vidimo danes na računalniških zaslonih in v bistvu tudi na zaslonih LCD različnih vgrajenih sistemov. To je kasneje uporabil tudi HP v svojem dlančniku HP-71.

## Tipke
| Σ+     | 1/x    | {\displaystyle {\sqrt {x}}} | LOG | LN  |
| x<>y   | R↓     | SIN                         | COS | TAN |
| f      | XEQ    | STO                         | RCL | SST |
| ENTER↑ | ENTER↑ | CHS                         | EEX | ←   |
| -      | 7      | 8                           | 8   | 9   |
| +      | 4      | 5                           | 5   | 6   |
| ×      | 1      | 2                           | 2   | 3   |
| ÷      | 0      | .                           | .   | R/S |

## Razširljivost
Nabor funkcij kalkulatorja se je lahko razširil z dodajanjem modulov na zgornji strani. Na razpolago so bile štiri reže, kamor je bilo dodati več pomnilnika, preprogramirane modula, ki so vsebovali programe s področja tehnike, geodezije, fizike, matematike, finančništva, iger ipd. Razširitve strojne opreme so vključevale: termični tiskalnik, bralnik magnetnih kartic, ki je bil prek programske opreme združljiv s tistim pri HP-67 in bralnik kod.
Modul Interface Loop (HP-IL) je omogočal povezavo še več zunanjih naprav: velikih tiskalnikov, predvajalnika mikrokaset, pogonov 3½" disket, komunikacijskih vmesnikov RS-232, vmesnikov video zaslonov itd. HP-IL je bil združljiv tudi z računalniki HP-71B, HP-75 in HP-110.

## Zanimivosti
- HP je za Naso izdelal posebne namenske spominske module za HP-41CV in v zgodnejši poletih ameriških raketoplanov sta bila na krovih v posebnih žepkih vedno dve računali, s katerima so si vesoljci pomagali pri raznoraznih nalogah (glej npr. HP Key Notes - V6N2, marec-maj 1982[mrtva povezava]). Kalkulator je poletel v osmih odpravah raketoplanov. V primeru nevarnosti je lahko preračunal podatke tira in ozračnega vstopa, če bi glavni računalniški sistem raketoplana odpovedal. V zgodnejši odpravah so ga rabili tudi za določanje razpoložljivosti zemeljskih postaj.
- Računalo so zaradi možnosti zvoka lahko uporabljali tudi slepi.

## Zgledi programov
```
; Program 
POZSVET
 za izpis sporočila »POZDRAVLJEN SVET«
 01 LBL тPOZSVET
 02 т POZDRAVLJEN SVET!
 03 PROMPT
```

| ; Program za Evklidov algoritem brez funkcije MOD.                                     |                                                                                     |                                                                      |
| 01 LBL "GGT" 02 STO 02 03 X<>Y 04 STO 01 05 X<>Y 06 X>Y? 07 X<>Y 08 LBL 00 09 / 10 INT | 11 RCL 02 12 * 13 RCL 01 14 X<>Y 15 - 16 RCL 02 17 X<>Y 18 STO 02 19 X<>Y 20 STO 01 | 21 RCL 02 22 X#0? 23 GTO 00 24 + 25 "GCD=" 26 ARCL X 27 AVIEW 28 END |

| ; Program za rešitev problema osmih dam. ; Program se požene z ukazom »XEQ 8QUE« | | |
| 01 LBL т8QUE 02 CLRG 03 CLA 04 FIX 0 05 CF 29 06 0 07 STO 09 08 LBL 00 09 RCL 09 10 8 11 X<=Y? 12 GTO 04 13 1 14 ST+ 09 15 RCL 09 16 STO 10 17 0 18 STO IND 10 19 LBL 01 20 RCL 09 21 STO 10 22 RCL IND 10 23 8 24 X<=Y? 25 GTO 05 26 LBL 02 27 1 28 ST+ IND 10 29 RCL 09 30 1 | 31 - 32 STO 11 33 RCL 11 34 X<=0? 35 GTO 00 36 RCL 11 37 1000 38 / 39 1 40 + 41 STO 12 42 LBL 03 43 RCL 09 44 STO 10 45 RCL IND 10 46 RCL 12 47 INT 48 STO 10 49 CLX 50 RCL IND 10 51 - 52 X=0? 53 GTO 01 54 ABS 55 RCL 09 56 RCL 12 57 INT 58 - 59 - 60 X=0? | 61 GTO 01 62 ISG 12 63 GTO 03 64 GTO 00 65 LBL 04 66 ARCL 01 67 ARCL 02 68 т 69 ARCL 03 70 т 71 ARCL 04 72 т 73 ARCL 05 74 т 75 ARCL 06 76 т 77 ARCL 07 78 т 79 ARCL 08 80 т 81 AVIEW 82 TONE 9 83 STOP 84 GTO 01 85 LBL 05 86 1 87 ST- 09 88 X>0? 89 GTO 01 90 END |